# Opistophthalmus flavescens
Espèce
Synonymes
- Opisthophthalmus pilosus Werner, 1936 nec C. L. Koch 1838
- Opisthophthalmus werneri Lamoral & Reynders, 1975

Opistophthalmus flavescens est une espèce de scorpions de la famille des Scorpionidae.

## Distribution
Cette espèce est endémique de Namibie.

## Description
Le mâle holotype mesure 100 mm.

## Publication originale
- Purcell, 1898 : Descriptions of new South African scorpions in the collection of the South African Museum. Annals of the South African Museum, vol. 1, p. 1–32 (texte intégral).